# (997) Priska
(997) Priska ist ein Asteroid des Hauptgürtels, der am 12. Juli 1923 von dem deutschen Astronomen Karl Wilhelm Reinmuth an der Landessternwarte Heidelberg-Königstuhl der Universität Heidelberg entdeckt wurde.
Der Asteroid wurde in traditioneller Weise mit einem weiblichen Vornamen benannt. Der Name ist keiner speziellen Person zugeordnet.